# توماس دونكان
توماس دونكان (بالإنجليزية: Thomas Duncan)‏ هو سياسي أمريكي، ولد في 5 مارس 1893، وتوفي في 22 فبراير 1959. انتخب عضو جمعية ولاية ويسكونسن وانتخب عضو مجلس ولاية ويسكونسن.